# NGC 4384
NGC 4384 este o emission-line galaxy⁠(d) situată în constelația Ursa Mare. A fost descoperită în 2 aprilie 1791 de către William Herschel. Se află la o distanță de 20,8 de megaparseci de Pământ.